# Белл, Гордон
Честер Гордон Белл (англ. Chester Gordon Bell; 19 августа 1934, Керксвилл, США — 17 мая 2024, Коронадо, США) — американский инженер-электрик, компьютерный инженер и менеджер. В 1960—1966 годах в Digital Equipment Corporation (DEC) разработал несколько мини-компьютеров PDP. В 1972—1983 годах был вице-президентом DEC, курируя разработку VAX. Дальнейшая карьера Гордона Белла — предприниматель, инвестор, вице-президент Национального научного фонда, а также почётный представитель Microsoft Research в 1995—2015 годах. В 1972 году сформулировал закон о классах компьютеров (англ. Bell's law of computer classes), в котором обосновал смену компьютерных систем.

## Образование
Честер Гордон Белл родился в Керксвилле, штат Миссури. Он вырос, помогая семейному бизнесу, ремонтируя приборы и электропроводку. Белл окончил бакалавриат (1956) и магистратуру (1957) по электротехнике Массачусетского технологического института (МИТ). Затем он отправился в Технологический университет Нового Южного Уэльса (ныне UNSW) в Австралию по стипендии Фулбрайта, где преподавал компьютерный дизайн, запрограммировал один из первых австралийских компьютеров (UTECOM, английский Electric DEUCE) и опубликовал свою первую академическую работу. Вернувшись в США, он работал в группе речевой коммуникации в Исследовательской лаборатории электроники МИТ (англ. Speech Communication Group in MIT's Research Laboratory of Electronics (RLE)) под руководством профессора Кена Стивенса, где написал первую программу по кодированию речи.

## Карьера

### Цифровое оборудование
Основатели DEC Кен Олсен и Харлан Андерсон наняли его в 1960 году. В компании DEC он разработал подсистему ввода-вывода PDP-1, включая первый UART. Белл был архитектором PDP-4 и PDP-6. Другие его работы были посвящены архитектуре PDP-5 и PDP-11 (Unibus) и общей архитектуре процессорных регистров.
После работы в DEC Белл в 1966 году поступил преподавателем компьютерных дисциплин в Университет Карнеги-Меллона, но вернулся в DEC в 1972 году в качестве вице-президента по инженерным вопросам и отвечал за разработку самого успешного компьютера компании — VAX.

### Предприниматель и советник по вопросам политики
Белл покинул DEC в 1983 году в связи с ухудшением здоровья, но вскоре после этого основал компанию Encore Computer, создавшую один из первых компьютеров с общей памятью, несколькими микропроцессорами и отслеживанием структуры кэша.
В 1980-х годах он занимался государственной политикой, став вице-президентом Национального научного фонда (NSF) и возглавлял межведомственную группу, которая управляла специальным интернет-провайдером NREN (National research and education network).
В 1987 году Белл учредил премию своего имени (ACM Gordon Bell), чтобы стимулировать развитие параллельных вычислительных систем. Первую премию Гордона Белла выиграли исследователи из отдела параллельной обработки Национальной лаборатории Сандиа за работу над 1000-процессорным nCUBE 10 Hypercube.
В 1986 году он стал одним из основателей Ardent Computer, которая в 1989 году присоединилась к Stellar, образовав компанию Stardent Computer.

### Microsoft Research
В 1995 году Белл посоветовал Microsoft приступить к созданию исследовательской группы, а затем присоединился к исследовательской группе Microsoft Research, инициатором создания которой он был.
Он стал активным участником проекта MyLifeBits, эксперимента по ведению «журнала жизни», попытки реализовать идею Вэнивара Буша об автоматическом сохранении документов, фотографий (в том числе сделанных автоматически) и звуков, сопровождающих жизнь одного человека. Для этого Гордон Белл оцифровал все документы, которые он прочитал или изготовил, компакт-диски, электронные письма и т. д. и продолжает это делать в реальном времени.

### Смерть
Умер 17 мая 2024 года от аспирационной пневмонии в своём доме в Коронадо, штат Калифорния. Ему было 89 лет.

## Закон Белла о компьютерных классах
С появлением нового, более дешёвого класса микрокомпьютеров на базе микропроцессора у Гордона Белла возникла идея об эволюции компьютерных систем. В 1972 году сформулировал закон о классах компьютеров (Bell’s law of computer classes), в котором обосновал смену компьютерных систем. Технологические достижения позволяют создавать новый компьютерный класс (платформу) примерно каждое десятилетие для удовлетворения новой потребности. Каждый новый, обычно более дешёвый класс компьютеров поддерживается как квазинезависимая отрасль (рынок). Классы включают в себя: мейнфреймы (1960-е годы), мини-компьютеры (1970-е годы), сетевые рабочие станции и персональные компьютеры (1980-е годы), структуру браузера-веб-сервера (1990-е годы), веб-службы (2000), конвергенцию сотовых телефонов и компьютеров (2003), беспроводные сенсорные сети (2004). Белл предсказывал, что к 2010 году сформируются домашние и территориальные сети.

## Книги
- (with Allen Newell) Computer Structures: Readings and Examples (1971, ISBN 0-07-004357-4)
- (with C. Mudge and J. McNamara) Computer Engineering (1978, ISBN 0-932376-00-2)
- (with Dan Siewiorek and Allen Newell) Computer Structures: Readings and Examples (1982, ISBN 0-07-057302-6)
- (with J. McNamara) High Tech Ventures: The Guide for Entrepreneurial Success (1991, ISBN 0-201-56321-5)
- (with Jim Gemmell) Total Recall: How the E-Memory Revolution will Change Everything (2009, ISBN 978-0-525-95134-6)
- (with Jim Gemmell) Your Life Uploaded: The Digital Way to Better Memory, Health, and Productivity (2010, ISBN 978-0-452-29656-5)